# Euricania progne
Euricania progne är en insektsart som beskrevs av Ronald Gordon Fennah 1950. Euricania progne ingår i släktet Euricania och familjen Ricaniidae. Inga underarter finns listade i Catalogue of Life.